# Festival Contrebande art de la rue de Revin
Pour les articles homonymes, voir Festival international de théâtre de rue.
Le Festival Contrebande Art de la Rue de Revin a pour origine les années 1990.
Le festival a été baptisé en référence aux nombreux trafics transfrontaliers, surtout de tabac qui sévissaient à la frontière franco-belge.

## Histoire
Le premier festival en 1990 était dénommé Festival Franco Belge, puis en 1995, Contrebande et finalement en 2006 : Contrebande, Festival des Arts de la Rue. Ces festivités succèdent à un Festival du Pain, créé en 1985 pour mettre en exergue de vieux fours à bois remis en état par des jeunes à l'époque,.
Le festival est organisé par l'Association Revinoise d'éducation et de Loisirs - (A.R.E.L.). Une vingtaine de compagnies françaises et belges assurent une cinquantaine de représentations de théâtre dans les rues de la ville.
En 2014, il se déroule sur deux jours pour les spectacles professionnels, les 28 et 29 mai, le 27 mai étant une scène ouverte sous chapiteau dédiée aux pratiques amateurs,. Idem en 2015, le festival est prévu les 13 et 14 mai.
Le festival est désormais décentralisé aussi dans les communes limitrophes.